# Religionskritik

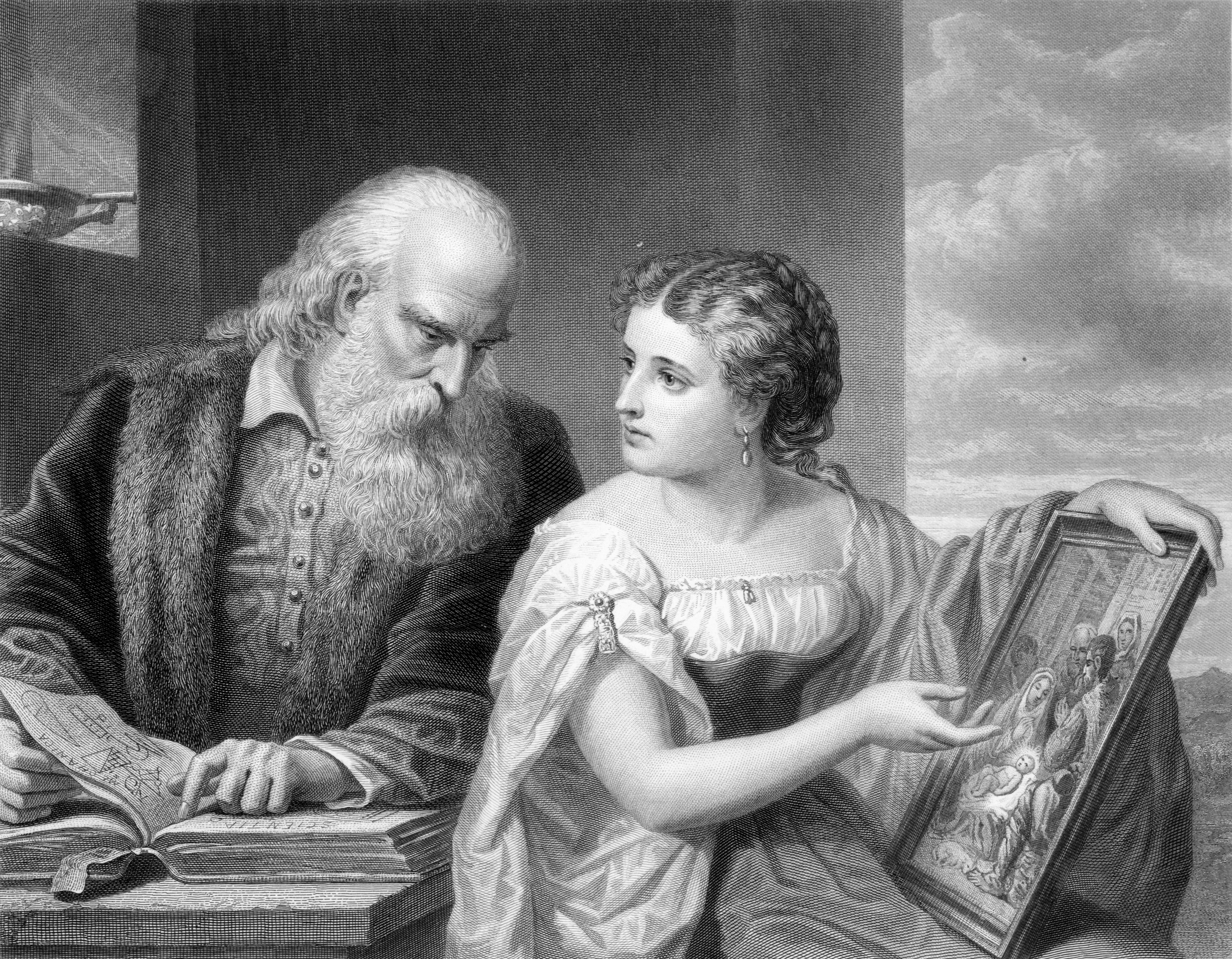
Filosofi och kristen konst. W. Ridgway, 1878.

Religionskritik innefattar kritik av fenomenet religion, utövandet av religion samt konsekvenserna av religion för mänskligheten. Ordet religion används inte här för att beteckna någon enskild religion, utan som ett samlingsnamn.
Mycket av den västerländska kritiken av religion fokuserar på de abrahamitiska religionerna, i synnerhet kristendomen, med en ökande uppmärksamhet på islam. Inte all kritik är giltig om alla religioner; kritik av Guds existens är exempelvis inte relevant vad gäller buddhism.
Den här artikeln går igenom religionskritik från olika källor. Varje kritik riktas vanligtvis mot en särskild aspekt av en särskild religion vid en särskild historisk tidpunkt, och man bör vara försiktig för att generalisera från en till alla religioner. För definition av begreppet religion, se artikeln om religion.

## Kritik av fenomenet
| ”               | Religiös träldom fjättrar och försvagar sinnet och gör det otjänligt för varje ädelt företag, varje utvidgad framtidsutsikt. | „ |
| – James Madison | |   |

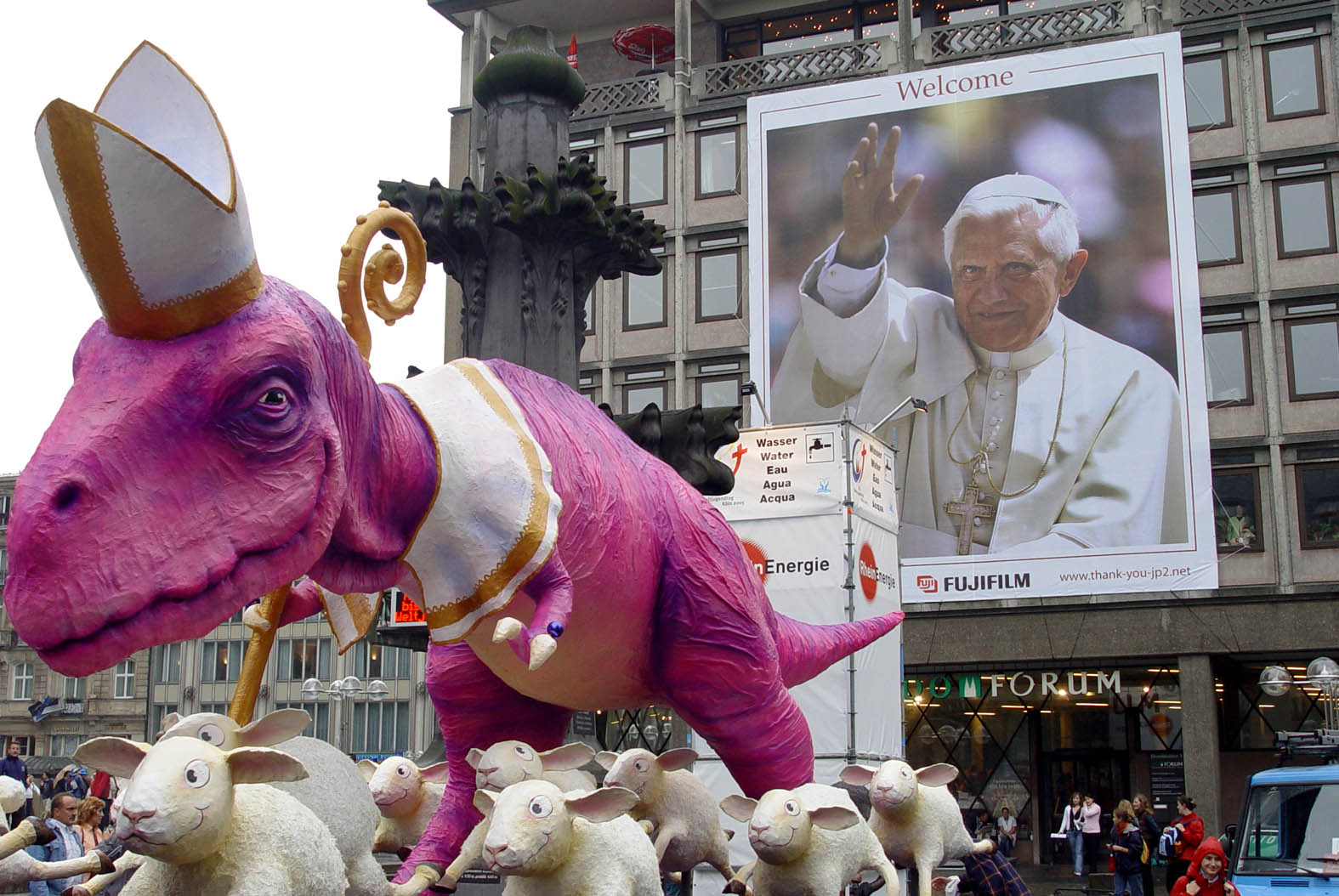
En dinosaurie leder en skock får. Köln, augusti 2005.

Med vissa undantag, såsom scientologi, raëlism, Bahai och mormonism, så grundades de flesta världsreligioner vid en tidpunkt då livets ursprung, kroppens funktion och stjärnor och planeters natur inte förstods. Religiösa system försökte att ta upp betydande personliga känslomässiga frågor och försökte förklara en skrämmande existens, vanligtvis med hjälp av en dramatisk berättelse om hur världen kom till.
Syftet med dessa berättelser var att skänka tröst och en känsla av att större krafter fanns. Som sådana kan dessa berättelser ha tjänat vissa viktiga funktioner i forna samhällen. Exempel på detta är synen på sol- och månförmörkelser, och kometers framträdande på himmelen.
Från det faktum att vi i sådana ämnen som biologi, psykologi, kemi och fysik dramatiskt har ökat vår kunskap, har många kritiker – exempelvis Richard Dawkins, Christopher Hitchens och Michel Onfray – dragit slutsatsen att vidhållandet av religiösa idésystem är absurt och irrationellt.
Stanfordfilosofen John McCarthy hävdar att "We also have no need for the hypothesis of God, because science has been successful, and science is the best approach to solving the mysteries that remain." (Vi har heller inte något behov av Gudshypotesen eftersom vetenskapen har varit framgångsrik, och vetenskap är det bästa tillvägagångssättet för att lösa de mysterier som kvarstår.")
Många kritiker ser betydande problem med att stora delar av världens befolkning fortsätter att tro på dessa forna traditioner, av vilka många behandlas mer i detalj nedan. De oroar sig för att denna kvarleva av relativt primitiva uppfattningar om livet och oss själva, inte bara är irriterande för moderna vetenskapliga och kulturella värderingar, utan också har en negativ påverkan på rådande sociala och etiska områden.

### Irrationell grund
Vissa kritiker ser kravet på ett leap of faith (trons hopp) bortom den vetenskapliga förståelsen som irrationell. Fasthållandet vid strikta trosuppfattningar och övertygelser, även med motsägande empirisk evidens, står i direkt motsättning till den vetenskapliga metoden, som baseras på empirisk observation och repeterbara experiment av neutrala tredje parter.
Alvin Plantinga definierar en teist som "one who believes in God as basic albeit not on logical grounds" ("en som tror på Gud som grundläggande faktum, även om inte på logiska grunder"). I sin Is belief in God Rational? argumenterar han för att religiöst troende människor inte tror på doktriner på samma sätt som vetenskapsmän (åtminstone i princip) tror på teorier. De är inte villiga att ifrågasätta sin tro:
| ” | Den mogne troende, den mogne teisten, accepterar vanligtvis inte sin tro på Gud på försök, eller hypotetiskt, eller så länge som ingenting bättre dyker upp. Inte heller tror jag att han accepterar den som en slutsats från andra saker han tror; han accepterar den som grundläggande, som en del av grunden hos hans noetiska struktur. Den mogne teisten förbinder sig själv till tron på Gud: detta innebär att han accepterar tron på Gud som grundläggande. | „ |

Hängiven tro kallas ibland "tro baserad på iver". Många filosofer betraktar förnuftets underordnande under känslor som skadligt, exempelvis Platon i Kriton, där Sokrates säger till den naive Kriton: "Din iver är ovärderlig, om den är rätt; men om den är fel så, ju större iver, desto större ondska" En liknande inställning uttrycktes av Bertrand Russell, som betraktade tro, utan empirisk evidens, som skadlig.
| ” | Kristna hävdar att deras tro är välgörande, men att andra trossystem är skadliga. De hävdar åtminstone detta vad gäller den kommunistiska tron. Jag hävdar att all tro är skadlig. Vi kan definiera 'tro' som en fast övertygelse om någonting som det inte finns evidens för. När det finns evidens så talar ingen om 'tro'. Vi talar inte om tro på att två plus två är fyra eller att jorden är rund. Vi talar bara om tro när vi vill ersätta evidens med känslor. | „ |

### Osannolika underverk
Religioner omfattar ofta berättelser om underverk, som i den moderna vetenskapligt skolade människans skeptiska ögon förefaller osannolika.
Ett exempel på en sådana underverk är den traditionella kristna doktrinen om Jesu död och uppståndelse, tillsammans med hans kropps uppstigande till himmelen. Oxford English Dictionary definierar död delvis som: "the final cessation of the vital functions" ("det slutgiltiga upphörandet av de livsviktiga funktionerna"). När en mänsklig kropp dör, äger en rad förändringar rum i en hög hastighet. Hjärtat slutar slå, och kort därefter börjar cellerna dö, först i hjärnan för att sluta med cellerna i skinnet. Till skillnad från forntiden förstår vi idag dekompositionens stadier. Efter tre dagars död har en betydande grad av förändring ägt rum i kroppen. Processen har redan gått långt efter punkten där kroppen har någon chans att komma tillbaka till liv. Enligt religionskritiker finns det andra exempel på ogrundad tro, bland annat den traditionella kristna dogmen om Treenigheten och att det skulle finnas bevis för Guds existens, så kallade Gudsbevis.
Motargumentet mot denna kritik är att resonemanget blir ett cirkelbevis, eftersom det utgår från att gud inte finns, och gudomligt ingripande därför inte är möjligt, vilket används som kritik mot tanken på att gud skulle finnas eller övernaturliga saker skulle kunna inträffa. Underverk, såsom de uppfattas av religiösa människor, är icke upprepningsbara gudomliga ingripanden som inte behöver följa denna världs naturlagar, och kan därför sannolikt inte studeras systematiskt i vetenskapliga experiment eller generaliseras i termer av naturlagar. En liknelse är att en programmerare (motsvarande Gud) kan stoppa en datorsimulering (det vill säga vår värld), manipulera några tillståndsvariabler, och återstarta simuleringen. En observatör inne i datorsimuleringen skulle då uppfatta att något som bryter mot programmets regler (naturlagarna) har inträffat, men skulle inte kunna påvisa fenomenet i upprepningsbara experiment.

### Det religiösa budskapets pluralitet
Det finns vissa generella likheter mellan religionerna, men det finns också betydande skillnader. Den religiösa mångfalden illustrerar många till synes ömsesidigt uteslutande påståenden, såsom vilka som utgör det "utvalda folket". Stephen F. Roberts, en flitigt citerad ateist på internet, sade: 
| ” | Jag drar slutsatsen att vi båda är ateister. Det är bara så att jag tror på en gud färre än vad du gör. När du förstår varför du avfärdar alla andra möjliga gudar så kommer du att förstå varför jag avfärdar din. | „ |

### Social konstruktion
Mycket kritik går ut på att religion är en social konstruktion, och följaktligen endast ännu en mänsklig ideologi. Enligt den synen står religionens ursprung att finnas i människor och mänskliga samhällen, snarare än ett ingripande av någon gudom eller kosmisk sanning. Därför betraktar man religioners historieskrivning skeptiskt.

#### Folkets opium
| ”           | Religiöst lidande är på samma gång uttryckandet av verkligt lidande och en protest mot verkligt lidande. Religion är den förtryckta varelsens suck, hjärtat i en hjärtlös värld, och själen hos själlösa villkor. Den är folkets opium. | „ |
| – Karl Marx | |   |

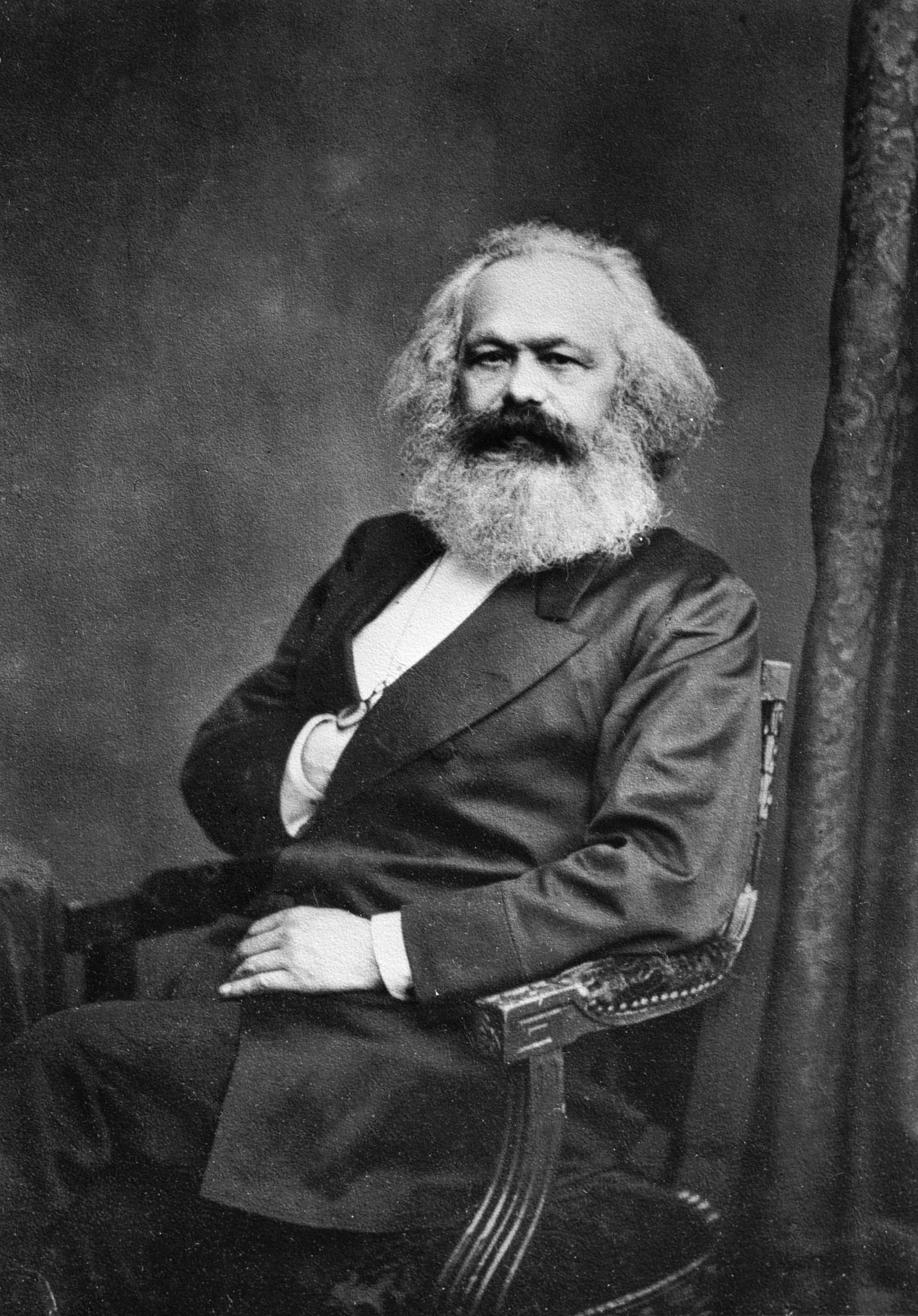
Karl Marx

Karl Marx' religionskritik tar avstamp i bl.a. Ludwig Feuerbach. Marx menar att religionen är ett folkets opium i den bemärkelse att den fyller funktionen att göra livets svårigheter mer uthärdliga - den fungerar som en tröst i tillvaron. Senare marxister som t.ex. Lenin menade att det ligger i de härskande klassernas intresse att ingjuta den religiösa övertygelsen i folket, delvis för att legitimera den rådande samhällsordningen och delvis för att genom att utlova ett paradis i livet efter detta och således få folket att acceptera orättvisor i det nuvarande.
Ur detta perspektiv såg Marx religion som eskapism.
| ” | Att avskaffa religion som människors inbillade lycka är att kräva deras verkliga lycka. Att försöka förmå dem att överge sin vanföreställning om sina villkor är att försöka förmå dem att överge de villkor som kräver vanföreställningar. Religionskritik är därför i grund och botten kritik av den dal av tårar där religionen utgör glorian. | „ |

Marx såg även den kristna doktrinen om arvssynden som djupt antisocial. Han hävdade att arvssynden övertygar folk om att källan till deras lidande stod att finna i den inneboende och oföränderliga "syndigheten" hos mänskligheten, snarare än i utformningen av sociala organisationer och institutioner, vilka enligt Marx kan förändras genom kollektiv social planering.

#### Medvetandets virus
I sin bok The Selfish Gene myntade Richard Dawkins termen mem för att beskriva informationsenheter som kan överföras kulturellt, analogt med gener. Han använde senare termen i sin uppsats Viruses of the Mind (medvetandets virus) för att förklara religiösa idéers fortlevnad inom mänsklig kultur.
Dawkins hävdar att religiösa ideologier är en uppsättning idéer och koncept som finns tillsammans för att föreviga och sprida religion själv. Viktiga koncept inom kristendomen används exempelvis för att uppfostra barn, som missionspredikan och dess monoteistiska karaktär. Dessa, föreslår Dawkins, fungerar tillsammans för att skydda religionen från konkurrens från andra memes. I detta sammanhang kritiseras religion för att vara missanpassad i den meningen att den kan få bäraren av den memen att agera irrationellt, använda resurser dåligt och känna skuld, rädsla eller andra negativa känslor utan förnuftig grund.

#### Vansinnets frukter

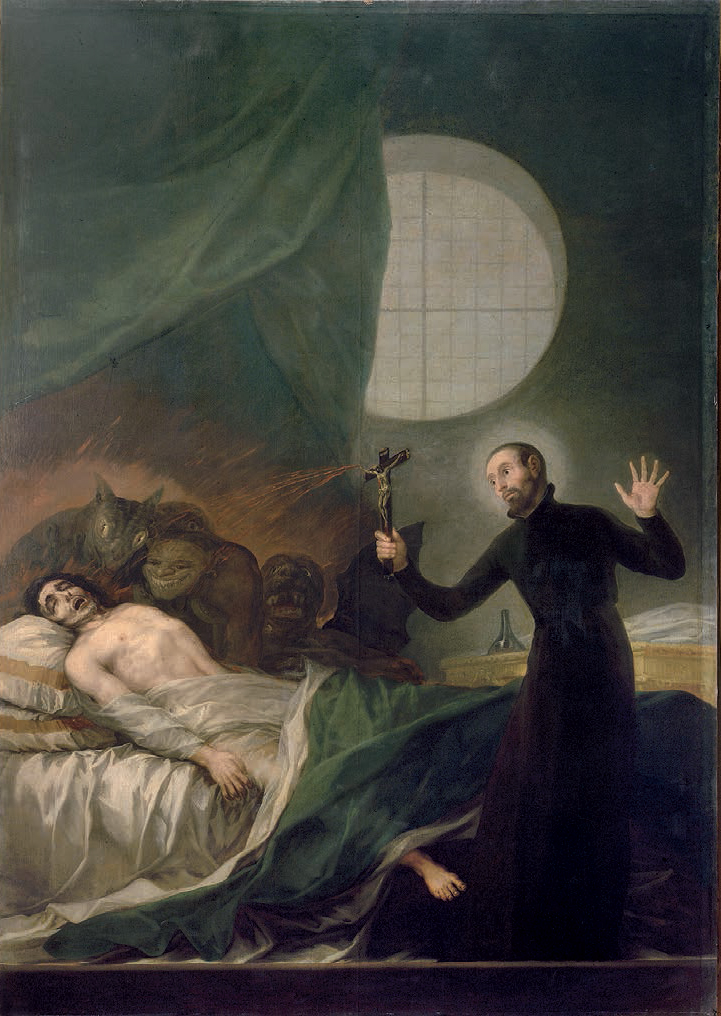
Saint Francis Borgia utförandes en exorcism. Av Goya.

Den amerikanske författaren Sam Harris har skrivit böcker inom ämnena neurovetenskap och förnuft, och har bland annat skrivit The End of Faith, som ett resultat av 9/11-attackerna och senare Letter to a Christian Nation. I End of Faith jämför han religion med mental sjukdom, vilket "allows otherwise normal human beings to reap the fruits of madness and consider them holy" ("tillåter annars normala människor att skörda vansinnets frukter och se på dessa som heliga").
Psykologiska studier av mysticism och sambandet mellan dess utövares märkliga upplevelser med barnmisshandel har gjorts. Forskaren Clifford A. Pickover anser sig ha kommit fram till resultat som tyder på att en viss typ av epilepsi har kopplingar med en mängd andliga eller övernaturliga upplevelser, som exempelvis demonbesatthet, vilket orsakas av förändrad elektrisk verksamhet i hjärnan. Carl Sagan förklarade mirakulösa observationer av religiösa figurer förr i tiden och moderna observationer av UFO:n med samma mentala sjukdom, i sin bok The Demon-Haunted World: Science as a Candle in the Dark. Enligt professorn Vilayanur S. Ramachandran, är det möjligt att många religiösa ledare led av kramper orsakade av sjukdomen och detta avfärdar påståenden om att de hade övernaturliga syner. Dr. Michael Persinger stimulerade de delar av hjärnan som påverkas av sjukdomen artificiellt med ett magnetiskt fält med hjälp av ett verktyg som han kallade Gudshjälmen, och lyckades framkalla religiösa upplevelser, spök- och nära-döden-upplevelser. John Bradshaw, professor i neuropsykologi, sade också:
| ” | Some forms of temporal lobe tumours or epilepsy are associated with extreme religiosity. Recent brain imaging of devotees engaging in prayer or transcendental meditation has more precisely identified activation in such sites - God-spots, as Vilayanur Ramachandran calls them. Psilocybin from magic mushrooms contacts the serotonergic system, with terminals in these and other brain regions, generating a sense of cosmic unity, transcendental meaning and religious ecstasy. Certain physical rituals can generate both these feelings and corresponding serotonergic activity. | „ |

### Ersättning av vetenskap, filosofi och konsten
För icke-teister tillfredsställs behovet av förklaringar av vetenskap och filosofi, etik behandlar frågor om gott och ont, och inspiration och skönhet kan finnas i konsten.
Daniel Dennett, författaren bakom Breaking the Spell, förväntar sig att "leva till att se avvecklandet av den kraftfulla mystiken hos religion". Han tror att mycket av dagens religion kommer att vara helt förändrad inom loppet av 25 år.
Geoffrey Miller, skrev i tidskriften New Science från november 2006 att: "Evolutionary moral psychology will reveal the social conditions under which human moral virtues flourish. The US will follow the UK in realizing that religion is not a prerequisite for ordinary human decency. Thus, science will kill religion - not by reason challenging faith, but by offering a more practical, universal and rewarding moral framework for human interaction. A naturalistic moral philosophy will replace the rotting fictions of theological ethics." Dr. John Bradshaw, professor i neuropsykologi vid Monash University Melbourne skrev: "Evolutional models are every bit as beautiful and intellectually and morally satisfying as the myths, stories and precepts of an ossified theology - and they can explain, predict and be applied in hosts of important and socially useful ways."
Kritiker påpekar att många religioner, som en gång sågs som vitala av samhället, som exempelvis Haruspex, för länge sedan har dött ut. Ett kort arbete av den antike författaren Lukianos av Samosata, med titeln "De Dea Syria" ger många exempel på religioner som en gång spirade men som nu har glömts bort.

## Skadligt för individen
Många aspekter av religion kritiseras av skeptiker på grund av att de är skadliga för den individuella troende. Skeptikerna hänvisar till sådant som dogmatiskt fasthållande vid irrationella trosuppfattningar, onödiga begränsningar av uppförandet och mentala och känslomässiga trauman i form av rädsla och skuldkänslor.

### Dogmatism
Många religioner lär ut trosuppfattningar som kritiker betraktar som irrationella vidskepligheter, och försvarar sig genom att motarbeta eller undertrycka rationella och undersökande tankegångar. Många av dessa religioner lär ut att 'livet är ett prov', och att de troende ständigt är under belägring av de som försöker få dem att tappa tron.
Detta görs ofta genom att stifta lagar om hädelse och genom att kräva att religiösa ståndpunkter ska visas större respekt än andra.
Vissa moderna religionsfilosofer, exempelvis Alvin Plantinga, har hävdat att religiös tro, grundat på irrationella orsaker som religiösa upplevelser är rättfärdigade, även om den troende inte kan bevisa sin övertygelse med hjälp av rationella argument. Uppfattningen att rationella resonemang inte är relevanta för religiösa övertygelser kallas fideism.

### Ideologisk indoktrinering av barn
Richard Dawkins tar upp det han uppfattar vara ideologisk indoktrinering av barn i religiösa skolor.
Dawkins irriterar sig på termer som "muslimskt barn" eller "katolskt barn", vilket han diskuterar och utvecklar i ett helt kapitel i sin bok Illusionen om Gud. Han frågar hur ett barn kan ses som intellektuellt moget nog för att ha sådana oberoende ståndpunkter angående kosmos och mänsklighetens plats i det. Som kontrast till detta menar Dawkins att ingen förnuftig person skulle tala om ett "marxistiskt barn". eller "keynesianska barn och monetaristiska barn".

### Bot genom tro
Frågan om hur religiösa definierar mental ohälsa har också dykt upp. Healing, och dess mest extrema variant exorcism har båda praktiserats av flera traditioner genom historien. I båda fallen rör det sig om fall som idag skulle undersökas av en doktor, psykiatriker eller annan medicinskt kunnig person, men vars symptom förr i tiden tolkades som tecken på andlig sjukdom. Orsaken och boten definieras med kriterium som hämtas från den religiösa traditionen som helaren kommer från. I likhet med alla andra aspekter av olika traditioner så varierar dessa kriterier beroende på vilken religion den som healar är ansluten till. 
Healing, grundad på vidskepelse, har kommit att stå i direkt konflikt med dagens medicinska vetande, och även lagen, när offren för vidskepelsen skadas, eller i extrema fall dödas.

## Skadligt för samhället

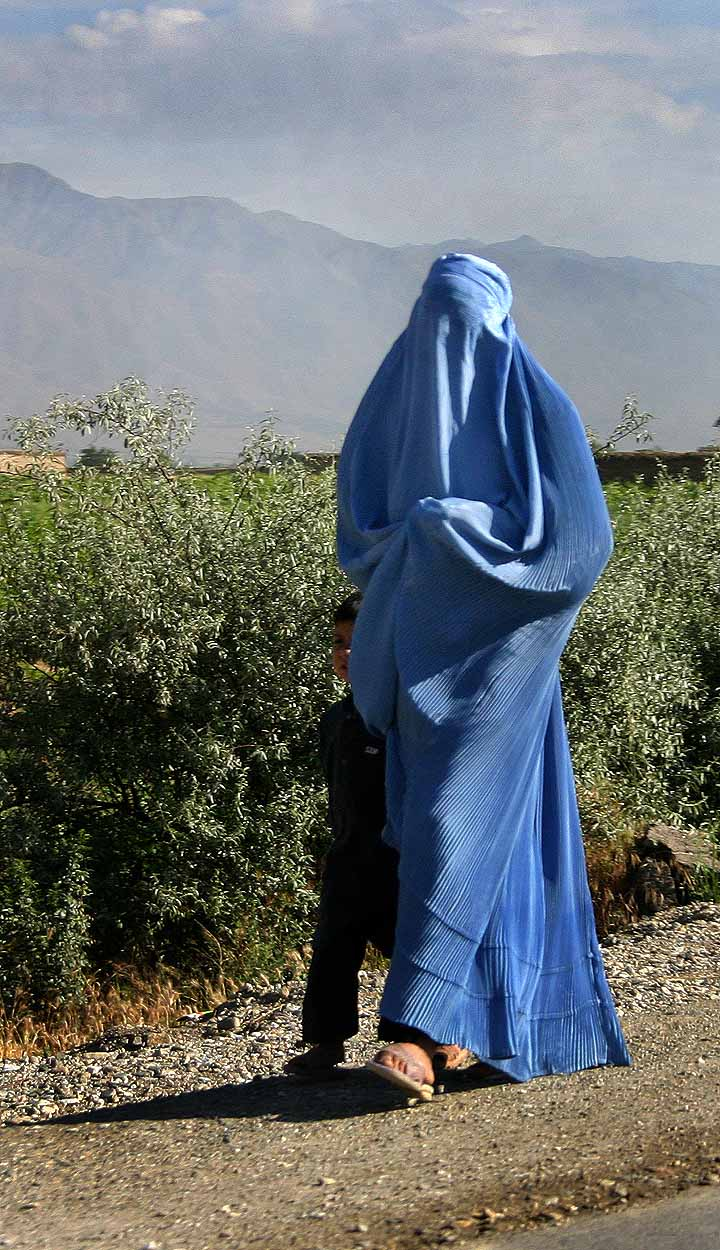
Kvinna i burka i norra Afghanistan, 14 juni 2005.

Vissa aspekter av religion kritiseras på grundval av deras skada på samhället i stort. Kritikerna hänvisar till sådant som religiöst inspirerat eller rättfärdigat våld, motstånd till social förändring, ifrågasättande av vetenskapen, undertryckande av kvinnor och homofobi.
Religiösa personer svarar ofta att missbruk av religion inte är ett argument mot genuin religion, att de som gör sig skyldiga till sådant endast är vilsna extremister, och att de inte representerar allmän religion; eller att sådant endast är undantag och att religion i stort sett har en positiv, civiliserande påverkan på samhället.

### Heligt krig

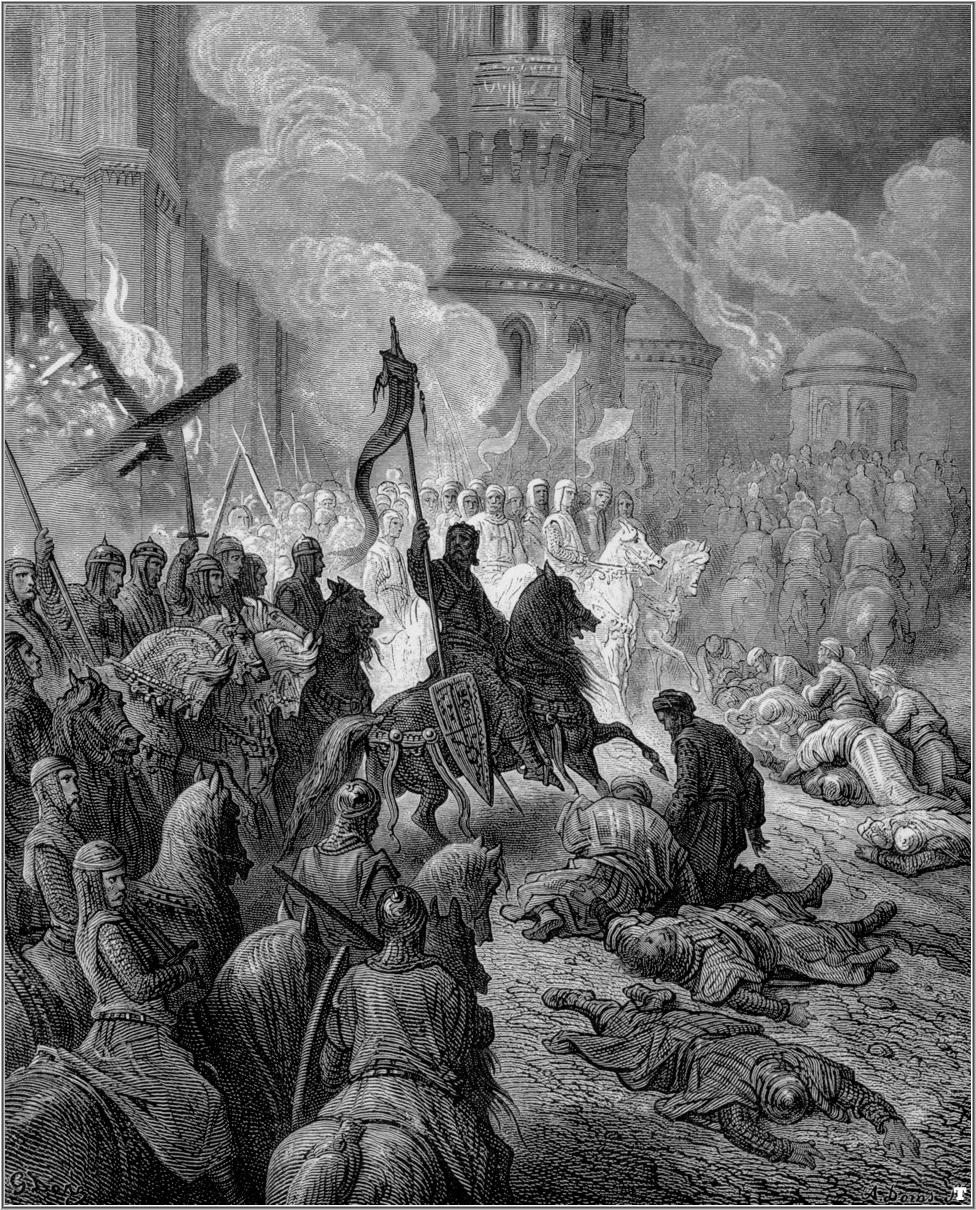
Korstågsriddarnas intåg i Konstantinopel. Gustave Doré (1832-1883)

Religionskritiker har hävdat att religion förstärker människans grymhet:
| ”          | De som kan få dig att tro på absurda ting kan också få dig att begå grymma handlingar. | „ |
| – Voltaire |                                                                                        |   |

Citat av denna typ utgår ifrån att religion är absurt, medan troende människor kanske skulle invända att ateism är absurt och peka på de grymheter som den uppammat, exempelvis under kommunismen.
Andra har anfört Blaise Pascal som noterat hur religiös motivering kan inverka på onda handlingar:
| ”               | Människor gör aldrig det onda så fullkomligt och så glatt som när de gör det av religiös övertygelse. | „ |
| – Blaise Pascal | |   |

För Pascal, som var troende kristen, var detta emellertid inget argument mot religiös tro. Vad han ville säga var snarare att människor gör gärningar av alla de slag fullkomligt och glatt när de gör dem av religiös övertygelse. Inte minst betonade han den kristna trons förmåga att väcka ödmjukhet, kärlek och helhjärtad vilja till det goda.

### Förhindrandet av vetenskap och mänsklig utveckling
När religion utger sig för att erbjuda uttömmande svar på syften, moral, vårt ursprung eller vetenskap, så motverkar den utforskandet av dessa områden genom att undertrycka nyfikenheten, förnekar dess anhängare bredare perspektiv, och kan förhindra sociala, moraliska och vetenskapliga framsteg.

### Metafysisk absolutism
De flesta religioner lär ut att deras lära eller uppenbarelser är de som kommer närmast universella sanningar och att andra religioner befinner sig längre bort, eller oftare, i direkt motsättning till dessa sanningar.

### Bristfällig moral
Kritiker som Dr. Shirin Ebadi menar att dogmatiska religioner är moraliskt bristfälliga, i och med att de upphöjer mängder av gamla och dåligt underbyggda regler som från början kan tänkas ha haft hygieniska eller politiska grunder, till moralens område.

#### Homofobi
| ”                        | Och om en man ligger med en annan man som man ligger med en kvinna, har de båda gjort något avskyvärt. De skall ovillkorligen dödas. Deras eget blod kommer över dem. | „ |
| – Tredje Moseboken 20:13 | |   |

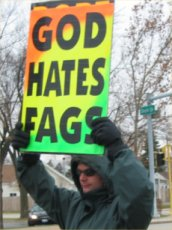
Ett plakat från Westboro Baptist Church i Northlake, IL från 29 november, 2005

De flesta större religionerna ser på homosexualitet som omoraliskt. Detta faktum har gett upphov till utspridd homofobi, i synnerhet i USA. Musikern Elton John sade att organiserad religion främjar hat mot homosexuella (bland annat): "Jag anser att religion alltid har försökt rikta hat mot homosexuella människor... Organiserad religion verkar inte fungera. Den förvandlar människor till hatiska lämlar och det är inte särskilt medkännande.
I USA har vissa kristna grupper, såsom Christian Legal Society och Alliance Defense Fund, lämnat in ett flertal stämningsansökningar mot offentliga universitet, i försök att upphäva riktlinjer som skyddar homosexuella från diskriminering och hets mot folkgrupp. Dessa grupper hävdar att sådana riktlinjer inskränker deras rätt att fritt utöva sin religion i enlighet med religionsfrihetsklausulen i första tillägget till USA:s konstitution.
Homosexualitet är olagligt i de flesta muslimska länder, och i många av dessa länder är det belagt med dödsstraff. I juli 2005 hängdes två iranska män, sexton och arton år gamla, för homosexualitet, vilket ledde till en internationell skandal. Organisationer för mänskliga rättigheter uppskattar att hundratals människor har avrättats för homosexualitet av de iranska myndigheterna sedan den iranska revolutionen 1979.

#### Rasism
Trots att många religioner förbjuder rasistisk och andra former av diskriminering så har religion använts som rättfärdigande av rasism. Till exempel har Christian Identity, som är en variant av den amerikanska kristna fundamentalistiska rörelsen, en stark antisemitiskt och rasistiskt inriktning.

### Politisk opposition
Många invändningar fokuserar mer på kyrkorna och prästerna själva, snarare än deras doktriner eller trosuppfattningar. Kritiker påpekar att dessa prästerskap ger otillbörlig auktoritet till ovalda individer. I många fall genom historien har de stöttat och försvarat odemokratiska och förtryckande maktsystem, som exempelvis de absolutistiska monarkierna i Europa, eller faraonerna i det gamla Egypten.

#### Auktoritära element
Termen "auktoritär" används för att beskriva organisationer, institutioner eller stater som genomför starka och ibland förtryckande medel mot de som de har makt över, i allmänhet utan några försök att få samtycke och utan att tillåta kritik.

#### Gudomligt mandat
De gamla egyptierna trodde att faraon var den världsliga förkroppslingen av guden Horus. De trodde att han hade en roll som både människa och gud, och att han därmed inte bara var ansvarig för sitt rike, utan också för universum i sin helhet.
Fram till andra världskriget åtnjöt Japans kejsare samma status, och gudomliggörande av romerska kejsare var vanligt efter kejsar Augustus styre. Sådana system likställde politisk opposition med kätteri, och tjänade de existerande maktstrukturerna genom att förtrycka oliktänkande.

#### Dominionism
Dominionism är en politisk rörelse, utgjord av fundamentalistiska kristna, som dök upp i slutet av 1980-talet, inspirerat av boken, filmen och föreläsningsserien "Whatever Happened to the Human Race?" av Francis A. Schaeffer och C. Everett Koop.